# The European Physical Journal

The European Physical Journal

The European Physical Journal (EPJ) est une revue scientifique à comité de lecture qui publie des articles concernant tous les aspects de la physique.  
Il se compose de plusieurs sections spécialisées :
- The European Physical Journal A - Hadrons and Nuclei[2]. Succède notamment à Zeitschrift für Physik[3] A - Hadrons and Nuclei (1920-1997) et à Il Nuovo Cimento A (1965-1999) ;
- The European Physical Journal B - Condensed Matter and Complex Systems[4]. Succède notamment à Zeitschrift für Physik[3] B - Condensed Matter (1962-1997) et à Il Nuovo Cimento D (1982-1988) ;
- The European Physical Journal C - Particles and Fields[5]. Succède notamment à Zeitschrift für Physik[3] C - Particles and Fields (1979-1998) et à Il Nuovo Cimento A (1965-1999) ;
- The European Physical Journal D - Atomic, Molecular, Optical and Plasma Physics[6]. Succède notamment à Zeitschrift für Physik[3] D - Atoms, Molecules and Clusters (1986-1997) et à Il Nuovo Cimento D (1982-1988) ;
- The European Physical Journal E - Soft Matter and Biological Physics[7]. Matière molle et physique biologique ;
- The European Physical Journal H -  Historical Perspectives on Contemporary Physics[8]. Succède à Annales de Physique (1914-2009) ;
- The European Physical Journal Plus[9]. Journal en ligne en cours d'initialisation (2010) ;
- The European Physical Journal Applied Physics[10]. Succède notamment à Journal de Physique III (1991-1997)  ;
- The European Physical Journal Special Topics[11]. Succède notamment à Journal de Physique IV (1991-2006).
- The European Physical Journal Data Science[12]. Revue Open Access créée en janvier 2012.
- The European Physical Journal Nuclear Sciences and Technologies [13]. Revue Open Access créée en 2015.

## Historique
The European Physical Journal résulte d'une fusion entre trois journaux traditionnels : Journal de Physique (EDP Sciences), Il Nuovo Cimento (Società italiana di fisica) et Zeitschrift für Physik (Springer-Verlag) en une seule plate-forme de publications. EPJ est copublié par les trois éditeurs. Il a également incorporé en 2009 le journal Annales de Physique.
Il a aussi fait revivre des revues telles que Acta Physica Hungarica, Anales de Fisica, Czechoslovak Journal of Physics et Portugaliae Physica. 

### Journal de Physique
Le Journal de Physique est une évolution de différents journaux qui ont fusionné et qui se sont séparés. Créé en 1872, Journal de Physique Théorique et Appliquée a existé jusqu'en 1919 , date à laquelle il a fusionné avec Le Radium, créé en 1904. La fusion des deux journaux a donné naissance à Journal de Physique et le Radium qui a existé jusqu'en  1963 avant de devenir le Journal de Physique.